# Grauwe tinamoe
De grauwe tinamoe (Crypturellus cinereus) is een vogel uit de familie tinamoes (Tinamidae). De wetenschappelijke naam van de soort is voor het eerst geldig gepubliceerd in 1789 door Gmelin.

## Voorkomen
De soort komt  voor in het Amazoneregenwoud.

## Beschermingsstatus
Op de Rode Lijst van de IUCN heeft de soort de status veilig.